# Lutz Steinbrück
Lutz Steinbrück (* 1972 in Bremen) ist ein deutscher Lyriker, Musiker und Journalist.

## Leben und Werk
Lutz Steinbrück wuchs in Bremen und Delmenhorst auf. Er studierte in Oldenburg Anglistik und Germanistik. Seine Magisterarbeit über Vechta in der Lyrik Rolf Dieter Brinkmanns wurde unter dem Titel Fremde Heimat veröffentlicht. Mit dem kreativen Schreiben begann er zunächst als Songschreiber für Bands, in denen er als Sänger und Gitarrist mitwirkte. Dabei gelangen ihm auch erste Gedichte. Lutz Steinbrücks Gedichte erschienen in zahlreichen Zeitschriften und Anthologien, in den prominenten Lyrikonlineportalen Poetenladen und Fixpoetry und er hat eine Vielzahl von Lesungen bestritten. Bisher sind von ihm drei Einzelbände mit Gedichten veröffentlicht.
Seit 2004 lebt und arbeitet Lutz Steinbrück als Journalist für Print- und Onlinemedien in Berlin. Artikel veröffentlichte er u. a. in der Frankfurter Rundschau, in der taz und im Tagesspiegel.
Als Sänger und Gitarrist trat er von 2007 bis 2011 mit der Band Nördliche Gärten auf, die deutschsprachigen Indie-Rock (und laut Ox-Fanzine Studentenrock) spielten und mit Baumschulenweg (2007) und Nördliche Gärten (2009) zwei EPs veröffentlichten. Von 2013 bis 2019 spielte er in der Band neustadt, die die EP Zwischenzeiten (2014) sowie das Album Distanzen (2019 via recordJet) veröffentlichte. Seit 2020 ist er Teil des Duos Lutzilla. Unter eigenem Namen tritt er auch als Solokünstler auf. Im Sommer 2019 erschien sein erstes Soloalbum unter dem Titel Selbstportraits auf Bandcamp.

## Einzelpublikationen
- Fremde Heimat. Vechta in der Lyrik Rolf Dieter Brinkmanns BIS-Verlag, Oldenburg 2007
- Fluchtpunkt:Perspektiven Lunardi Verlag, Berlin 2008
- Blickdicht J. Frank Verlag, Berlin 2011
- Haltlose Zustände Gedichte und Text-Collagen. Klak Verlag, Berlin 2020, ISBN 978-3-948156-34-3